# Максим Перепелиця
«Максим Перепелиця» (рос. «Максим Перепелица») — радянський художній комедійний фільм, котрий зняла студія «Ленфільм» 1955 року. Фільм режисера Анатолія Граника за сценарієм Івана Стаднюка з Леонідом Биковим, Миколою Яковченком, Олександром Борисовим, Георгієм Віциним і Таїсією Литвиненко в головних ролях.
Фільм показує пригоди веселого, але несерйозного, хлопця з українського села, якого відправляють до радянської армії. Там Максим поступово вчиться відповідальності.  

## Сюжет
Максим Перепелиця — веселий, пустотливий і спритний хлопець з українського села Яблунівки. І попри свою молодість, він відома особа в рідному селі. У нього фантастичне вміння вигадувати всілякі жарти й небилиці й ухилятися від роботи. Але все змінює призов Максима до армії. Частина селян виступають проти, кажучи, що Максим тільки зганьбить їхнє село. Хлопець обіцяє служити так, щоб ним пишалися. Бажаючи «убезпечити» себе від можливих суперників на час служби, він розсилає всім чоловікам у селі «гарбузи» від імені коханої дівчини Марусі — традиційний знак відмови у сватанні.
В армії Максим не полишає своїх витівок. Починаючи вже з самого прибуття в військову частину, де він вдає з себе старшого за званням і наказує іншим новобранцям розвантажувати багаж. На заняттях він малює та пише листи Марусі, ухиляється від муштри, сказавши, що захворів і т.п. Разом з тим він неправильно намотує онучі, тому натирає собі ногу і не може йти разом з рештою солдатів. Беручи участь у навчанні, Максим заводить товаришів у болото. Але пишучи листи додому, він все це описує як великі досягнення. Так, про фото, де Максим подає руку генералу, він пише, нібито генерал особисто похвалив його (насправді той не потиснув Максиму руку єдиному з загону). Одного разу Максим самовільно полишає військову частину, щоб купити товаришам халви, а ті повинні чистити за нього картоплю на кухні. Проте, його помічає патрульний і Максим потрапляє на гауптвахту. Хлопцеві стає соромно, коли він читає листа від Марусі, де вона пише як пишається успіхами Максима.
У газеті виходить замітка про ганебну поведінку Максима, її читають в Яблунівці. Але під час навчань він проявляє кмітливість та ініціативу, заклавши оглядові щілини танка умовного противника. За це Максим отримує звання молодшого сержанта й повертається в рідне село героєм. Спершу ніхто не вірить, що хлопець перевиховався. Максим бачить Марусю з гарбузом, і думає, що він призначений йому. Та Маруся каже, що пишається Максимом і лишається з ним.

## У фільмі знімались
| У ролях                 |  | Персонаж                            |  |
| ----------------------- |  | ----------------------------------- |  |
| Леонід Биков            |  | Максим Кіндратович Перепелиця       |  |
| Олександр Борисов       |  | Марко Муха                          |  |
| Георгій Віцин           |  | дід Мусій                           |  |
| Таїсія Литвиненко       |  | Василинка                           |  |
| Тетяна Пельтцер         |  | бабця, Максимова сусідка            |  |
| Людмила Сосюра          |  | Маруся                              |  |
| Микола Яковченко        |  | Кіндрат Перепелиця, Максимів батько |  |
| Павло Усовниченко       |  | старший лейтенант Купріянов         |  |
| Борис Аракелов          |  |                                     |  |
| Лідія Федосеєва-Шукшина |  | лаборантка                          |  |
| Костянтин Сорокін       |  | старшина Саблін                     |  |
| Раднер Муратов          |  | Таскіров                            |  |
| Олексій Бахар           |  |                                     |  |
| Василь Фущич            |  | Степан Левада                       |  |
| Олександр Суснін        |  | Йожиков                             |  |
| Єлизавета Уварова       |  | баба Параска, дружина Діда Мусія    |  |
| Борис Лескінен          |  |                                     |  |
| Кирило Лавров           |  | армійський фотокореспондент         |  |
| Георгій Осипенко        |  | Опанас                              |  |
| Чеботарьов Микола       |  | грузин-чоботар                      |  |
| Ніна Тамарова           |  | Явдоха                              |  |

## Знімальна група
- Режисер: Анатолій Граник
- Сценарист: Іван Стаднюк
- Композитор: Дмитро Месхієв

## Цікаві факти
- Зйомки сільських сцен фільму проходили в селі Савинці Миргородського району Полтавської області.
- При цьому далі в фільмі українець Максим Перепелиця чомусь приїжджає у відпустку додому на залізничну станцію Ржевка Ленінградської області.
- Зйомки армійських сцен проходили в селі Гусинці Бориспільського району Київської області, в розташованій там військовій частині.
- Саме в цьому фільмі вперше показано широкому глядачеві прийняті в 1949 році на озброєння Радянської Армії самозарядний карабін Сімонова (СКС) та автомат Калашникова[2]
- У фільмі Максим Перепелиця наспівує марш «Сталева ескадрилья».
- У фільмі вперше пролунала пісня «В дорогу» (інша назва «Солдатська пісня») В. Соловйова-Сєдого на слова Михайла Дудіна.[3][4]
- У цьому фільмі можна побачити у спільній атаці й на марші важкі танки ІС-2 (немодернізовані) та середні танки Т-34-85.
- Також у фільмі можна побачити, як повітряний десант висаджується з літаків Лі-2.
- Георгію Віцину було 37 років на час зйомок фільму, але завдяки гриму він зіграв старого діда Мусія.